# Age of Empires III: The Asian Dynasties
Age of Empires III: The Asian Dynasties è un videogioco strategico in tempo reale di ambientazione storica sviluppato dalla Ensemble Studios di Bruce Shelley per Microsoft Corporation. È la seconda espansione di Age of Empires III: Age of Discovery, dopo The WarChiefs, e introduce tre nuove civiltà, la civiltà indiana, quella cinese, e quella giapponese.
Il gioco è stato messo in commercio in Stati Uniti e Canada il 23 ottobre 2007, e in Europa il 2 novembre.

## Modalità di gioco
In generale il gameplay di Age of Empires III: The Asian Dynasties è molto simile a quello dell'originale Age of Empires III: Age of Discovery: piuttosto che introdurre nuovi metodi di gioco, la maggior parte delle modifiche sono state incentrate sulla introduzione di nuovi contenuti al gioco.

### Nuove civiltà
- India - Questa civiltà non ha carte popolazione, ma riceve un abitante gratis da ogni spedizione dalla città madre; tutti gli abitanti che non vengono mandati con la spedizione hanno un costo in legno invece che in cibo, e inoltre non possono cacciare bovini (dato che per gli indù sono sacri), ma possono usarli per ottenere esperienza nei Campi Consacrati. I Sepoy (moschettieri), Gurkha (schermagliatore), e i Rajput (spadaccini), sono le unità primarie, mentre la cavalleria è formata da unità su cammelli ed elefanti. La loro città madre è Delhi, mentre il loro comandante è Akbar il Grande.
- Cina - I cinesi iniziano con un monaco all'inizio del gioco; è affiancato da un discepolo, può addestrare altri discepoli sin dall'età delle scoperte, e il suo attacco è più forte degli altri monaci o esploratori. I cinesi hanno il limite di popolazione più grande tra tutte le civiltà; 220 di limite contro i 200 normali. La loro Città Madre è Pechino, e il loro comandante è l'imperatore Kangxi.
- Giappone - I giapponesi possiedono unità Daimyō, e le loro unità di fanteria principali sono Samurai (spadaccini), arcieri yumi (schermagliatori) e Ashigaru (moschettieri). Gli esploratori iniziali sono due monaci guerrieri. Non possono ottenere cibo allevando o cacciando, ma possono costruire reliquiari, che producono risorse automaticamente e fungono anche da case, supportando 10 unità di popolazione. Hanno inoltre l'abilità unica di poter mandare due volte la stessa carta dalla Città Madre. La loro Città Madre è Edo, mentre il loro comandante è Tokugawa Ieyasu.

Tutte le civiltà asiatiche per progredire di età devono far costruire uno dei loro edifici più importanti, ultimato uno dei quali si passa all'età successiva; ogni edificio famoso possiede una sua abilità speciale che si sblocca alla sua costruzione. Inoltre possono costruire il consolato allo scopo di allearsi con una potenza europea.
Nelle mappe asiatiche sono presenti delle "Religioni orientali" con cui è possibile allearsi, come succedeva con i nativi nelle mappe americane. Le religioni presenti sono i Bhakti, i Gesuiti, gli Shaolin, i Sufi, gli Udasi e gli Zen.

### Campagne
Le campagne presenti in questa espansione sono tre, e, a differenza degli altri due titoli della serie, non sono più incentrate sulla famiglia Black, ma su importanti avvenimenti della storia delle tre civiltà aggiunte a questo episodio. Ogni campagna è composta da cinque scenari.
- Campagna giapponese — La Campagna Giapponese si basa sull'unificazione del Giappone, che era uno scenario anche in Age of Empires II: The Conquerors. Più precisamente si concentra sulla creazione dello Shogunato Tokugawa, con il giocatore che controlla un giovane generale, Sakuma Kichiro, il "figlio adottivo" dello shogun Tokugawa Ieyasu, che combatte in numerosi scenari prima della battaglia di Sekigahara. Inizialmente, Kichiro si unisce al Daimyo Torii Mototada, e i due aiutano i cittadini fuori dal Castello di Osaka ad assediarlo, poi si muovono verso est per distruggere alcuni villaggi per evitare che finiscano per allearsi con il loro nemico. Dopo una vittoria in cui però hanno perso molti uomini, Mototada deve far ritorno al proprio castello per rifornire le sue truppe, mentre Kichiro si muove per prendere il controllo di un'importante via commerciale, per poi tornare da Mototada alla sua dimora. Qui, però, Kichiro apprende che è stato Tokugawa a distruggere la sua casa, uccidendo i suoi genitori quando era bambino: Kichiro decide di rimanere leale al suo capo, e vince molte altre battaglie, ma lascia Mototada a combattere da solo. Quest'ultimo, soverchiato dalle forze pro-Toyotomi, commette il suicidio rituale noto come seppuku, anche se la sua morte non viene vista da Kichiro, che si unisce a Tokugawa a Sekigahara. Dopo la battaglia di Sekigahara, che finisce in favore di Tokugawa, Kichiro abbandona la sua lealtà al suo maestro e galoppa lontano dal campo di battaglia, dimenticando il suo onore e maledicendo il nome della sua famiglia per generazioni.
- Campagna cinese — La Campagna Cinese è basata vagamente sull'ipotesi del 1421, che vede le navi del tesoro cinesi raggiungere il Nuovo Mondo prima di Cristoforo Colombo. La storia si basa sulla figura di Jian Huang, un capitano Ming che sogna di poter vedere il mondo, ed il suo compagno, Lao Chen, un grande e forte marinaio suo amico, cui è stato dato l'ordine di espandere l'Impero Ming. Dopo le molte insistenze del comandante della missione Wang Jinhai, un ammiraglio spietato e assetato di potere, la flotta inizia a spostarsi sempre più a ovest. Ma una volta che l'equipaggio è approdato nel Nuovo Mondo, Jinhai fa perdere le sue tracce e sparisce, con l'intento di diventare il nuovo imperatore di quelle terre inesplorate. Tuttavia, Jian scopre presto il tradimento, e sconfigge lui e i suoi sostenitori. Jian, Chen e i membri sopravvissuti dell'equipaggio fanno sparire le prove della loro presenza e salpano per tornare in Cina, sperando che nessuno scopra mai che i Cinesi sono stati in quei luoghi lontani.
- Campagna indiana — La Campagna Indiana si ispira alla Ribellione Sepoy del XIX secolo. Il protagonista della campagna indiana è Nanib Sahir (una parola macedonia del nome di Nana Sahib, uno dei ribelli che parteciparono alla rivolta), Luogotenente del reggimento Sepoy, che inizialmente è alleato della Compagnia britannica delle Indie orientali, ma lentamente scoprirà la verità su quanto crudele sia la Compagnia verso cittadini indiani. Nanib si unirà quindi ai ribelli nella rivolta Sepoy, dopo che lui e i suoi uomini sono costretti dalla Compagnia a usare i nuovi fucili Enfield, nonostante le cartucce siano ricoperte di grasso di maiale e/o mucca, che sono considerati tabù dal credo di Nanib e dei sepoy Indù e Musulmani. Nanib viene nominato comandante dai suoi uomini, e riesce a raggiungere lo Scià, imprigionato a Delhi, e a liberarlo, quindi comanda le sue forze in un assalto alla fortezza del capo della guarnigione inglese, il Colonnello Edwardson, e riesce ad ucciderlo.

## Meraviglie
In Age of Empires III: The Asian Dynasties, ognuna delle tre nuove civiltà deve costruire delle Meraviglie per passare da un'età all'altra, le quali non sono una condizione di vittoria, differentemente dagli altri capitoli di Age of Empires. Ognuna delle tre civiltà orientali ha a disposizione 5 diverse Meraviglie con benefici unici e unità o risorse aggiuntive che vengono inviate al punto di ritrovo della Città Madre; come accadeva per i Membri del Consiglio Tribale in Age of Empires III: The WarChiefs, le ricompense aumentano a seconda dell'età in cui si sceglie di utilizzare una data Meraviglia e non è possibile scegliere due volte una stessa Meraviglia per passare di età. Le Meraviglie conferiscono benefici passivi (attivi dalla costruzione della Meraviglia fino alla sua distruzione) o poteri attivabili (che possono essere usati solo per un breve periodo di tempo a discrezione del giocatore e poi devono ricaricarsi per essere riutilizzati), creare unità gratuite o risorse, o essere la versione potenziata di un edificio già esistente (per esempio un reliquiario o un forte). Le Meraviglie si creano come tutti gli altri edifici utilizzando gli Abitanti (massimo 8), ma una volta posizionate possono costruirsi anche da sole, anche se il loro tempo di creazione aumenta notevolmente; più abitanti vengono impiegati nella costruzione, più è veloce il passaggio di età.
| Cinesi | Giapponesi | Indiane |
| --- | --- | --- |
| - Accademia Confuciana: produce corvi volanti (una sorta di lanciarazzi) fino a quando il limite della popolazione lo consente. - Torre di porcellana: genera risorse. - Tempio del Paradiso: ha il potere attivabile Trascendenza che cura tutte le unità; inoltre, dopo la costruzione della meraviglia, i monaci ottengono la capacità di curare. - Palazzo d'Estate: produce armate fino a quando il limite della popolazione lo consente; si può scegliere il tipo di armata che si vuole creare. - Pagoda Bianca: possiede l'abilità passiva Volta sacra che incrementa a monaci e discepoli l'attacco e i punti danno; inoltre, dopo la costruzione della meraviglia, il numero di discepoli che il monaco può addestrare viene aumentato. | - Reliquario di Toshogu: possiede l'abilità passiva Tomba di Ieyasu che incrementa la capacità dei reliquiari di produrre risorse; inoltre conta come due reliquiari e può sostenere 20 unità di popolazione. - Grande Buddha: possiede il potere attivabile Informatori che consente di vedere tutte le unità del nemico per un breve periodo di tempo. - Padiglione d'oro: conferisce vari potenziamenti passivi, attivabili a scelta, che aumentano: la velocità di movimento delle unità di terra, l'attacco delle unità corpo a corpo, l'attacco delle unità con armi da lancio o la resistenza ai colpi delle unità di terra; inoltre concede alcune tecnologie dell'Arsenale avanzato europeo. - Shogunato: possiede l'abilità passiva Campagna in catene che rende le unità militari più veloci da addestrare e meno costose; inoltre permette di ricreare i daimyo e lo shogun se li si perde. - Cancelli Torii: possiede l'abilità passiva Adorazione di Kami che conferisce un bonus sui punti esperienza di +1.5. | - Torre della vittoria: possiede l'abilità attivabile Ispirazione che potenzia temporaneamente l'attacco, la salute e la velocità delle unità militari di terra. - Forte di Agra: difende l'area circostante e addestra le unità; è potenziabile in Cancello di Delhi e Forte Rosso. - Cancello di Charminar: addestra unità Mansabdar in grado di aumentare punti danno e attacco delle unità circostanti dello stesso tipo. - Karni Mata: possiede l'abilità passiva Custodi dei ratti che aumenta la velocità di raccolta delle risorse circostanti da parte degli abitanti. - Taj Mahal: possiede l'abilità attivabile Cessate il fuoco in grado di sospendere i combattimenti per un breve periodo di tempo. |